# Mardocheusz

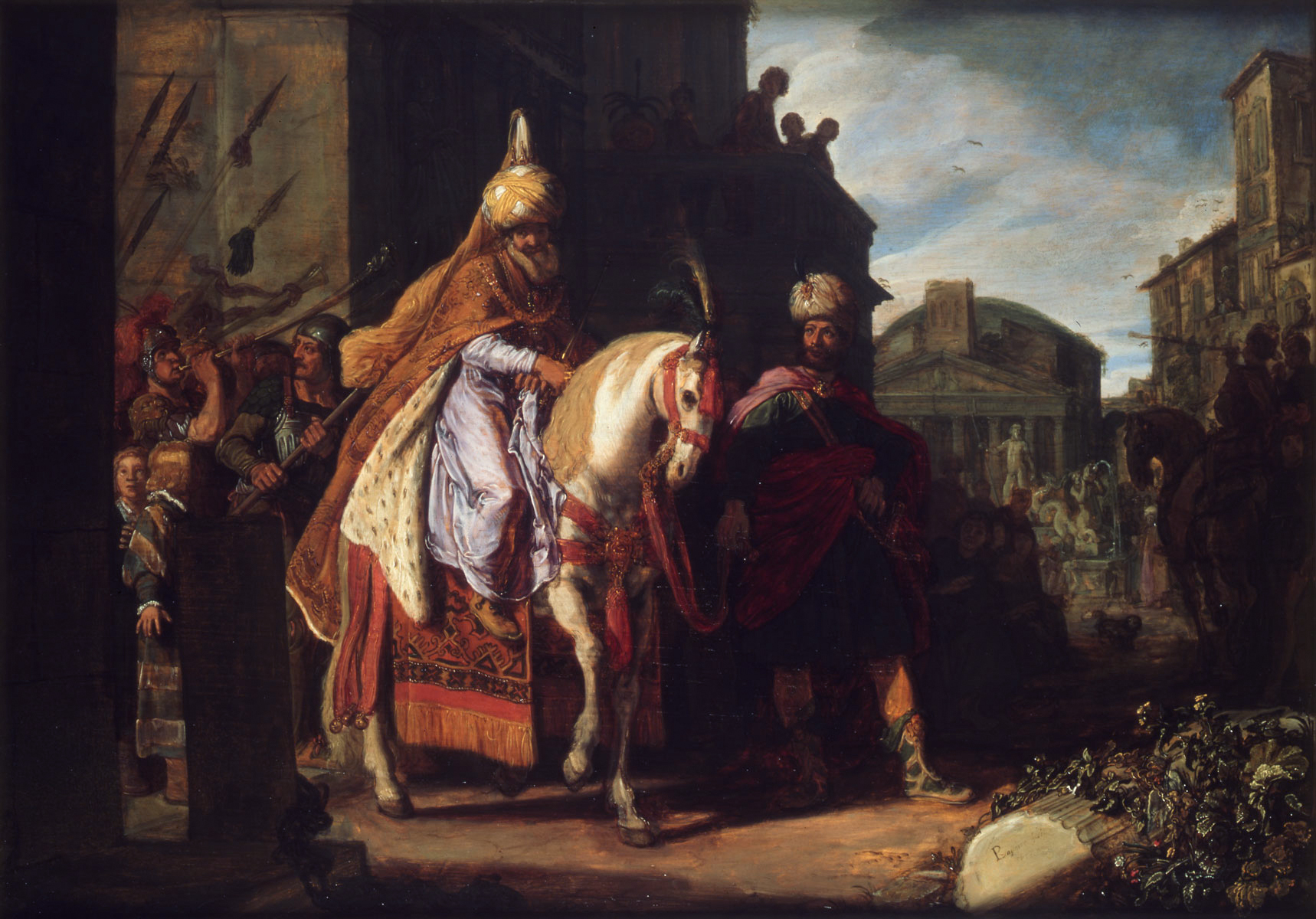
Obraz Pietera Lastmana z 1624 roku, Ukazujący triumfalny przejazd Mardocheusza ulicami miasta

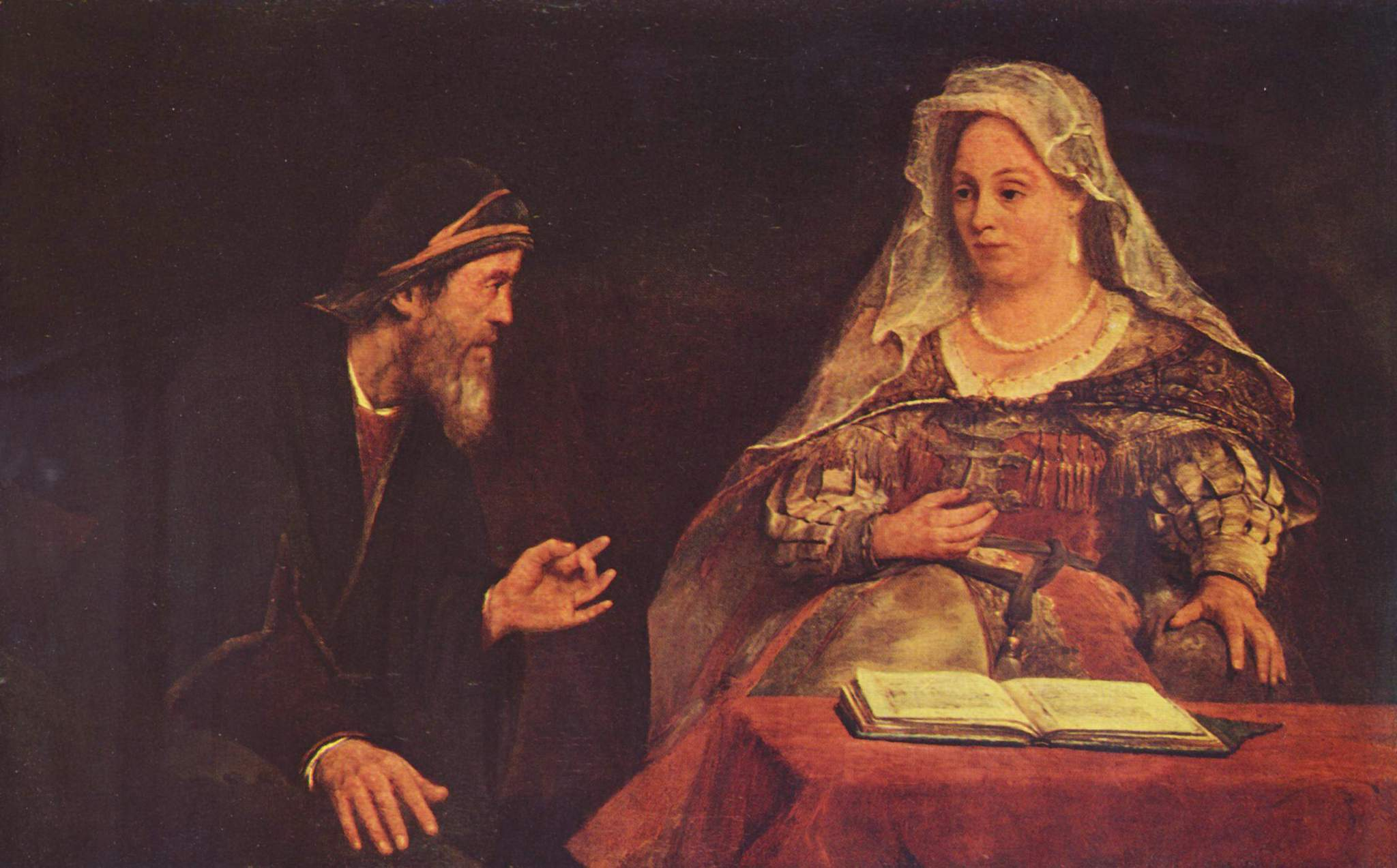
Obraz Aerta de Geldera przedstawiający Mardocheusza w czasie rozmowy z Esterą

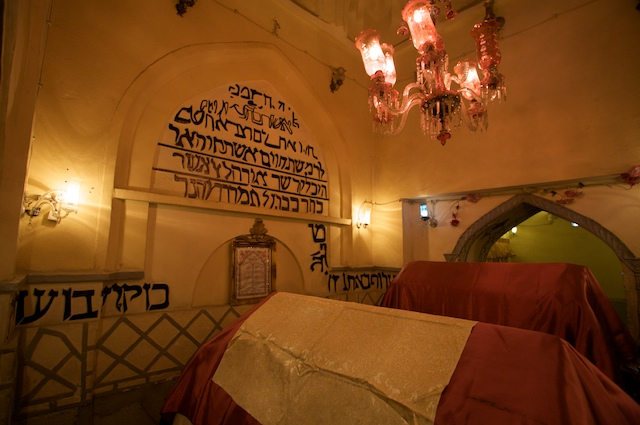
Wnętrze mauzoleum w irańskim Hamadanie z domniemanymi grobami Estery i Mardocheusza

Mardocheusz (hebr. מָרְדֳּכַי Mardokaj, Mordechaj, w aram. dosł. „Przynależący do Marduka”) – postać biblijna występująca w Księdze Estery.
Mardocheusz był Żydem z plemienia Beniamina pełniącym służbę na dworze króla Persji Achaszwerosza. Jego kariera rozpoczęła się, kiedy król Achaszwerosz oddalił swoją żonę Waszti i za radą dworzan postanowił poszukać sobie innej małżonki. Wówczas z całego kraju ściągnięto do jego zamku w Suzie piękne kobiety, z których król miał wybrać nową żonę. Wśród nich była także Estera, przybrana córka Mardocheusza, której był opiekunem. To właśnie ją wybrał król na nową małżonkę.
W tym samym mniej więcej czasie Mardocheusz przypadkowo usłyszał rozmowę dwóch eunuchów Bigdana i Teresza, planujących zamach na życie króla. Mardocheusz doniósł o tym Esterze, a ta poinformowała króla. W wyniku czego niedoszłych zabójców schwytano i skazano na śmierć. Król nagrodził Mardocheusza i powierzył mu służbę na dziedzińcu królewskim. Oprócz tego kazał spisać jego zasługę w kronice.
Wywyższenie Mardocheusza nie spodobało się wszystkim. Jednym z jego wrogów był Haman, najwyższy dostojnik w państwie perskim. Kiedy Mardocheusz odmówił pokłonienia się mu, Haman postanowił pozbyć się go. Podstępem podsunął królowi dekret, dający mu prawo do zabicia wszystkich Żydów w państwie, a król, nie do końca świadomie, podpisał go i opieczętował.
Kiedy wieść o tym się rozeszła, wywołało to popłoch wśród Żydów w państwie. Przerażony Mardocheusz zwrócił się do Estery, by poinformowała króla o tym, co grozi jej samej i jej narodowi. Estera udała się wówczas do króla. Ryzykowała życie, bowiem za przybycie do króla bez rozkazu mogła ponieść śmierć. Jednak król, widząc jej urodę, przyjął ją łaskawie. Wówczas poprosiła go, by przybył na ucztę, którą przyrządziła dla niego. Na tę ucztę zaproszono też Hamana. Tam Estera zamierzała ujawnić zbrodniczy spisek dostojnika.
Tej samej nocy Ahaszwerosz przypomniał sobie o zamachu na swoje życie, który został udaremniony przez Mardocheusza. Zapytał wówczas Hamana, jak – według niego – najlepiej można nagrodzić zasługi wobec króla. Haman sądząc, że to jego właśnie chce król nagrodzić, poradził:

Dla męża, którego król chce uczcić, niech przyniosą szatę królewską, w którą król się ubiera, i konia na którym król jeździ, i niech mu włożą na głowę koronę królestwa. Podając zaś szaty i konia do rąk jednego spośród najznakomitszych książąt króla, niech ubiorą męża, którego król chce uczcić, i niech go obwożą na koniu po placu miejskim, i niech wołają przed nim: „Oto, co uczyniono mężów, którego król chce uczcić.

Spodobało się to królowi i nakazał Hamanowi, by uczcił w ten sposób Mardocheusza. Haman był przerażony, ponieważ tej samej nocy chciał swojego wroga powiesić, a nawet zbudował już w tym celu szubienicę. Jednak musiał wypełnić rozkaz.
Na uczcie wydanej przez Esterę, na której obecny był też Haman, królowa rzekła do króla:

Królu jeśli darzysz mnie życzliwością i jeśli królowi się podoba, to niech będzie darowane mi życie na moją prośbę i lud mój na moje życzenie! Albowiem sprzedano nas, mnie i mój lud, aby nas wygładzić, wymordować i zniszczyć (...)

Król zapytał wówczas, kto to uczynił, a Estera wskazała Hamana. Przerażony Haman, widząc wściekłość króla, padł przed Esterą i błagał o darowanie życia. Wówczas jeden z eunuchów wyznał, że Haman zbudował szubienicę, by powiesić na niej Mardocheusza. Wówczas król rozkazał powiesić na niej Hamana, a jego majątek oddać Mardocheuszowi i Esterze.